# Великая гроза

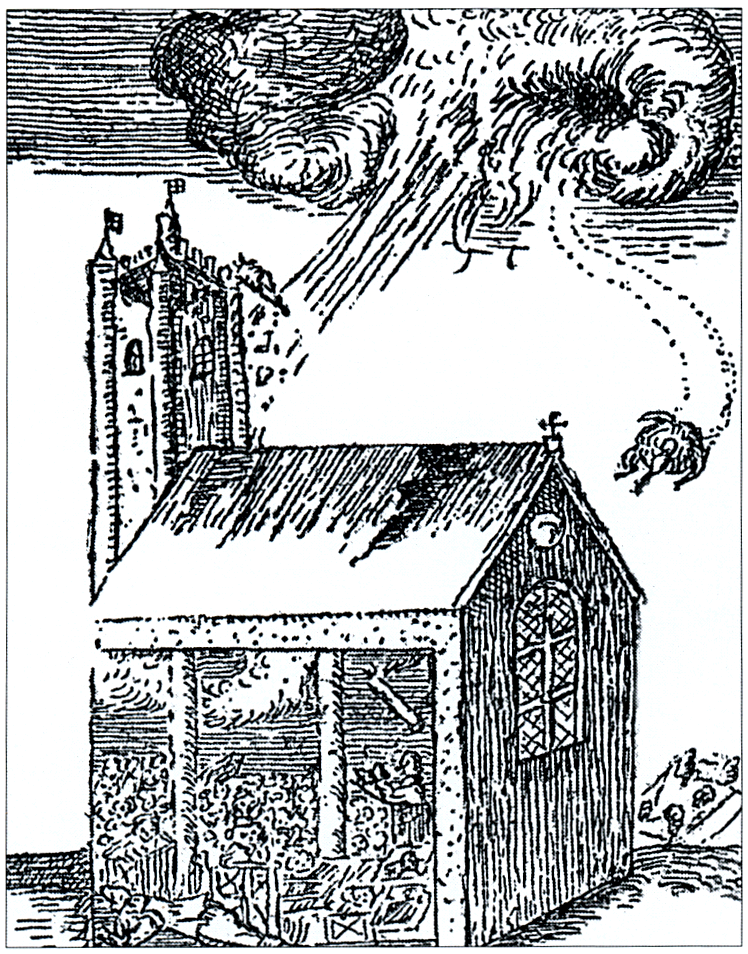
Гравюра, изображающая Великую грозу

Великая гроза в деревне Уидеком-ин-те-Мур, в Дартмуре, Королевство Англия, произошла в воскресенье 21 октября 1638, когда церковь св. Панкратия была, видимо, повреждена шаровой молнией во время сильной грозы. Во второй половине дня в церкви проходила служба, и в здании было примерно 300 прихожан. Четверо из них погибли, около 60 получили ранения, а само здание сильно пострадало.

## Рассказы очевидцев

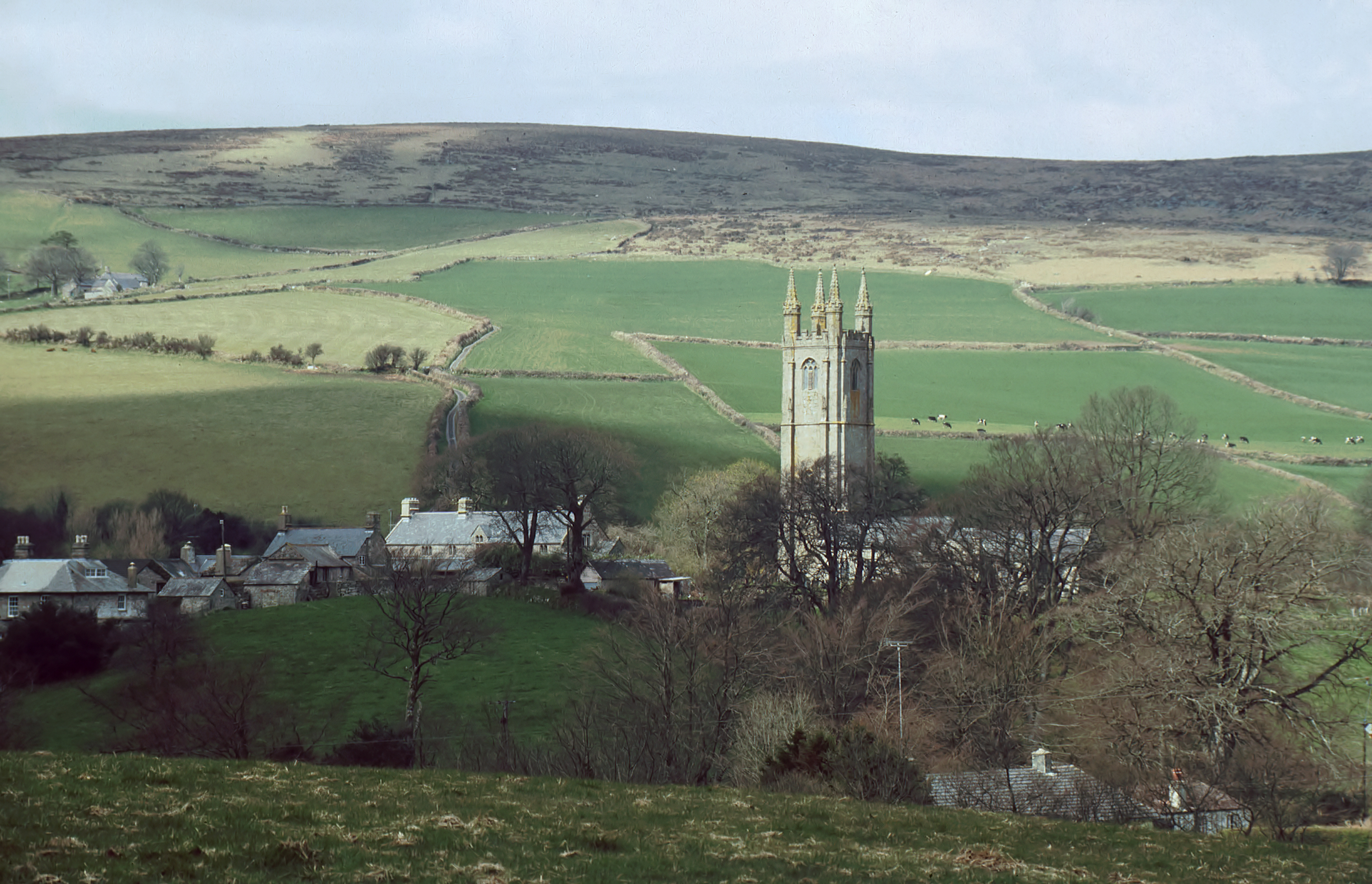
Башня церкви (1983 год)

Письменные свидетельства очевидцев, видимо, опубликованные в течение нескольких месяцев после катастрофы, рассказывают о странной тьме, мощном громе и о «большом огненном шаре», который влетел в окно и сорвал часть крыши, оставив её открытой. Утверждалось, что шар молнии пролетел через церковь, убив на пути некоторых прихожан и нанеся ожоги многим другим. По мнению многих, это событие является одним из самых ранних зарегистрированных случаев шаровой молнии.
Священник Джордж Лайд не пострадал, в то время как у его жены «кружевной воротник и бельё на её теле и само её тело обгорели весьма прискорбным образом». Местный владелец кроликов Роберт Мид ударился о столб так сильно, что оставил вмятину; его череп раскололся, а мозги выплеснулись на землю. Мастер Хилл, «джентльмен на хорошем счету в округе», с силой ударился о стену и умер «в ту же ночь». Его сын, сидевший рядом с ним, не пострадал.
Утверждалось, что некоторые люди получили ожоги тела, но их одежда была невредима. Собаку, выбежавшую из двери, начало кружить так, как будто она попала в небольшое торнадо, после чего она упала мёртвой на землю.
Деревенский учитель того времени, джентльмен по имени Роджер Хилл (брат покойного «Мастера Хилла») описал эти события в стихотворной форме, и этот отчёт по сей день можно прочесть на досках в церкви (оригинал заменён в 1786 году).

## Легенда
Согласно местной легенде, гроза была результатом визита дьявола, который заключил договор с местным карточным игроком по имени Джен Рейнольдс (или Бобби Рид, согласно легенде, записанной в Тавистокской гостинице в деревне Паундсгейт). Сделка заключалась в том, что, если дьявол найдёт его спящим в церкви, то сможет забрать его душу. Джен, как говорили, задремал во время службы в тот же день с колодой карт в руке. Другой вариант легенды гласит, что дьявол пришёл, чтобы забрать души четырех людей, игравших в карты во время церковной службы.
Дьявол направился в деревню Уидеком из Тавистокской гостиницы в соседней деревне Паундсгейт, где он остановился для отдыха. Хозяйка гостиницы сообщила о визите человека в чёрном с раздвоенными ногами верхом на быстрой чёрной лошади. Незнакомец заказал кружку эля, и напиток зашипел, как будто он пил его, не беря стакан в руку. Он выпил напиток, поставил кружку на стойку, где она оставила след ожога, и оставил немного денег. После того, как незнакомец ускакал, хозяйка обнаружила, что монеты превратились в сухие листья.
Дьявол привязал коня к одной из башенок церкви Уидеком, подхватил спящего Джена Рейнольдса и ускакал прочь в шторм. Когда они пролетали возле Бёрч-Тор, четыре туза из кармана Джена упали на землю, и сегодня, если стоять на том месте возле паба Warren House Inn, всё еще можно увидеть четыре огороженных в старину участка в форме карточных мастей.